# 奥宮

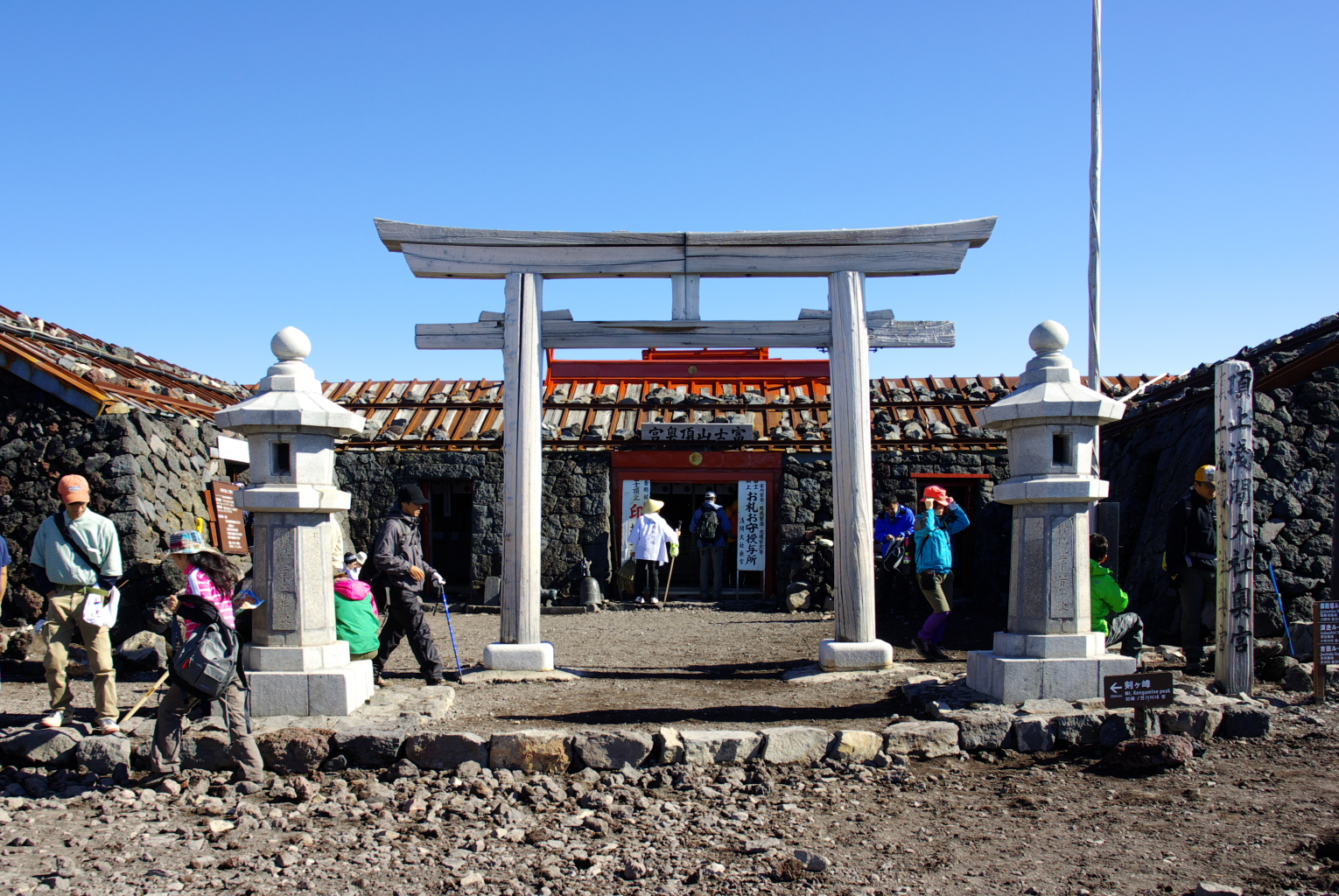
富士山本宮浅間大社奥宮（富士山山頂）

奥宮（おくみや）とは、日本の神道における神社の中の、ある社殿に対する他の社殿の関係を現す名称のひとつ。または、その関係にある社殿そのものをいう。奥社あるいは奥の院と言うときもある。

## 概要
同一の神社に複数の社殿があり、かつ社殿と社殿の間が非常に離れていて一見すると別のものにさえみえるような場合にこの語が用いられることが多く、社殿が複数ではなく単一である、あるいは複数であっても互いに至近距離にあるような場合にはあまり用いない。
使用の最も典型的な例として、山裾と山頂の二社に同一の祭神を祀る場合、山裾の神社（本社・本宮・下宮）に対して山頂の神社を奥宮・奥社・上宮という。また、元々、山頂に本殿が設けられたが、参拝に不便なため、麓に本殿を移し、旧本殿を奥宮とした神社もあり、このような場合、奥宮を「元宮」と呼ぶことがある。

## 主な奥宮

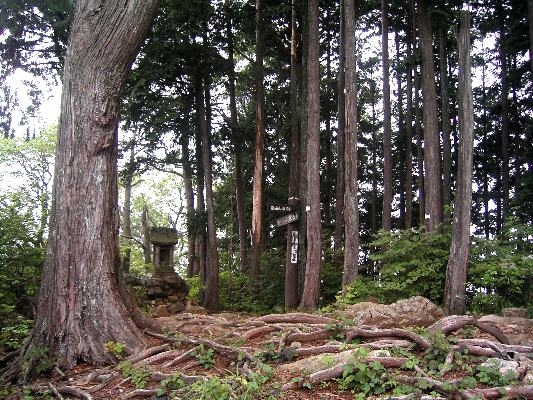
武蔵御嶽神社奥宮
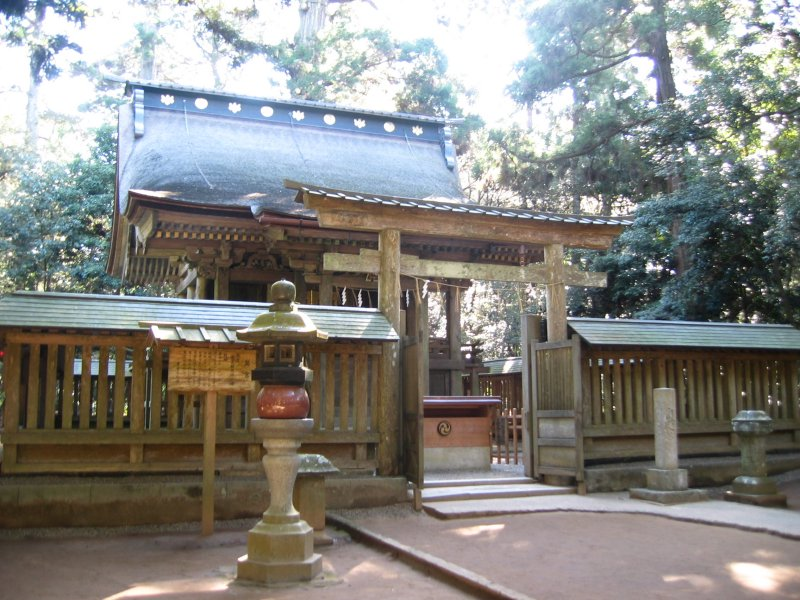
鹿島神宮奥宮
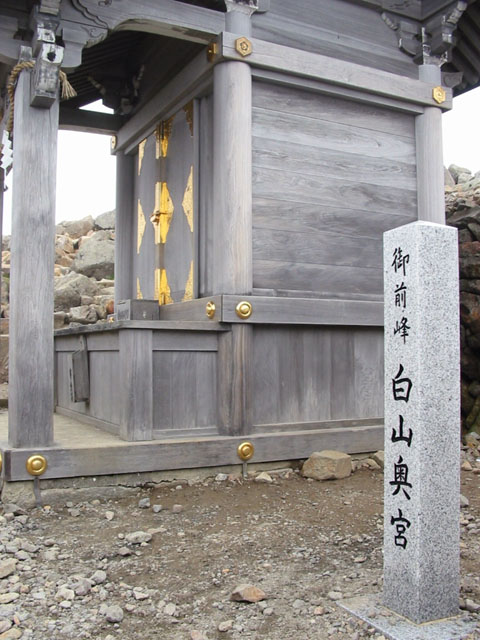
白山比咩神社奥宮
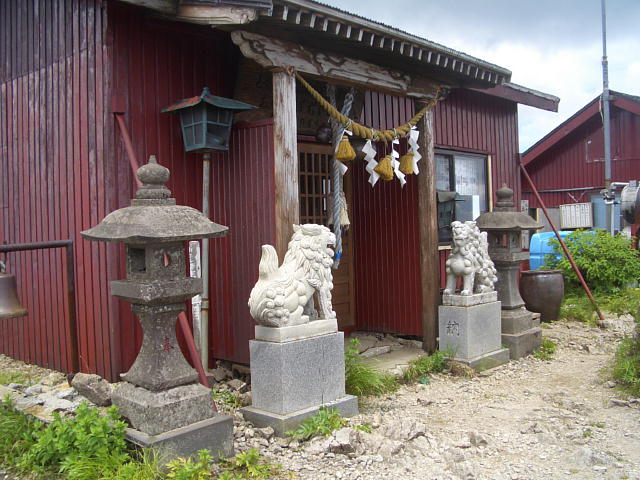
太平山神社奥宮
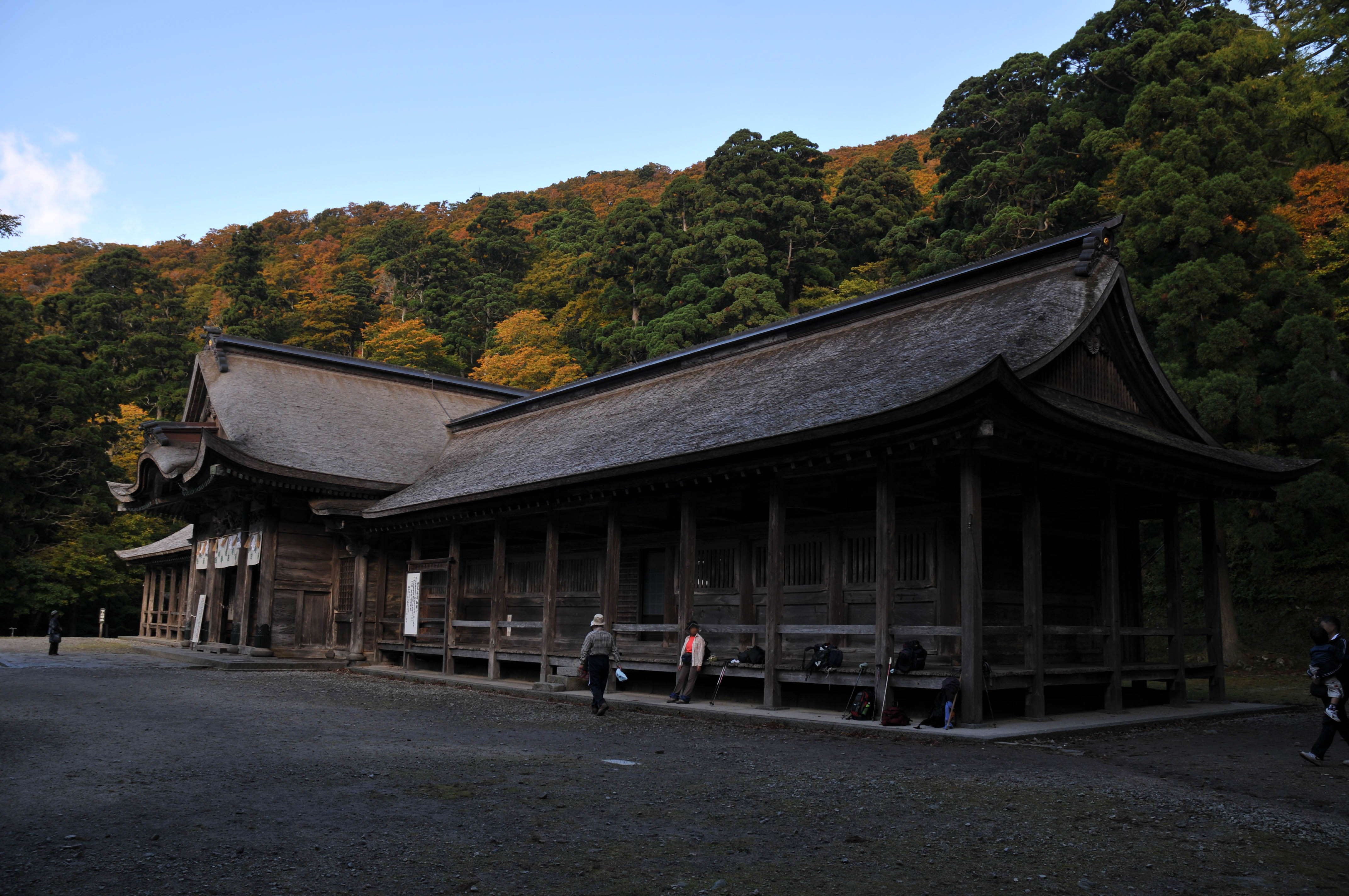
大神山神社奥宮
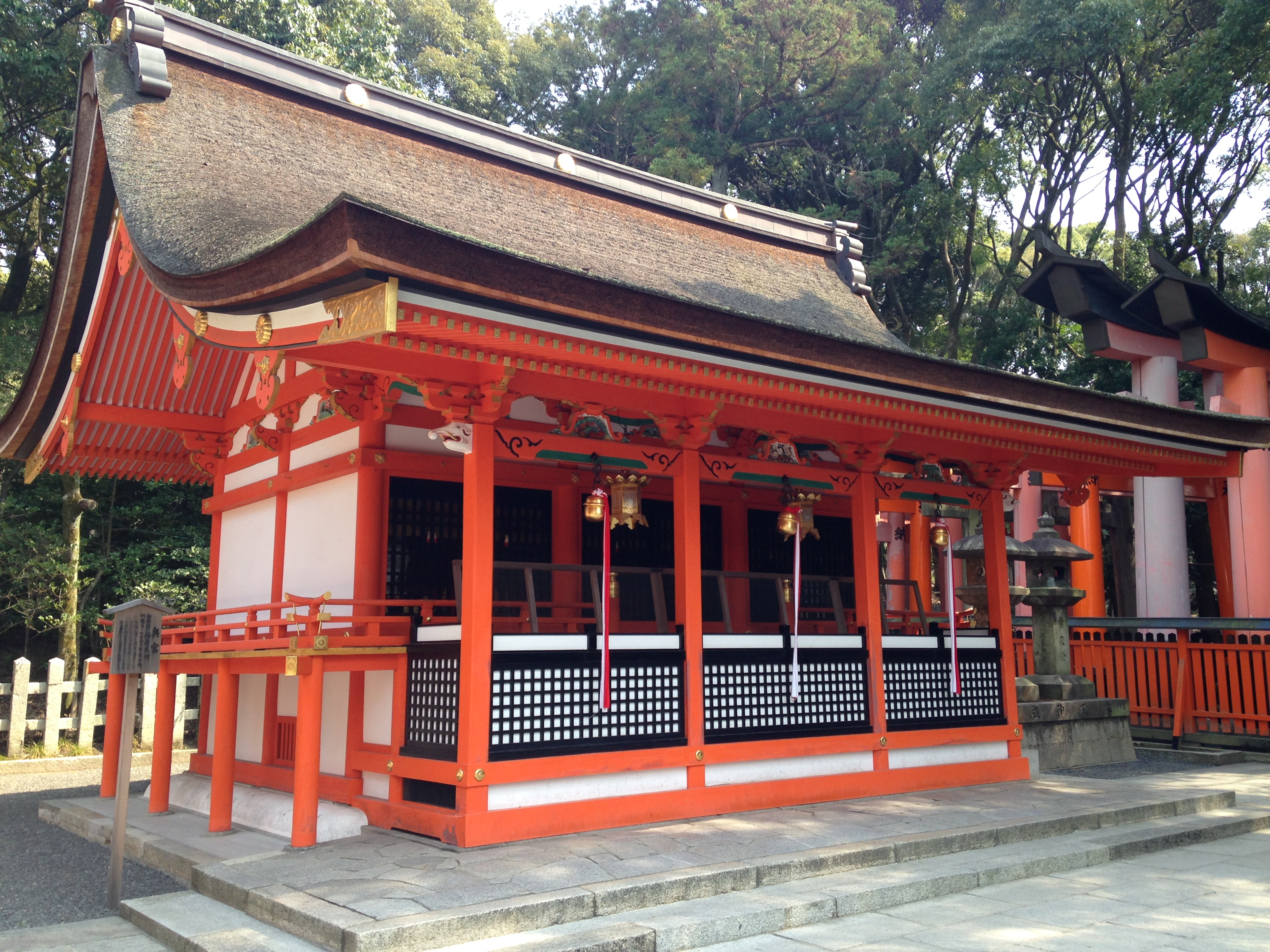
伏見稲荷大社奥宮
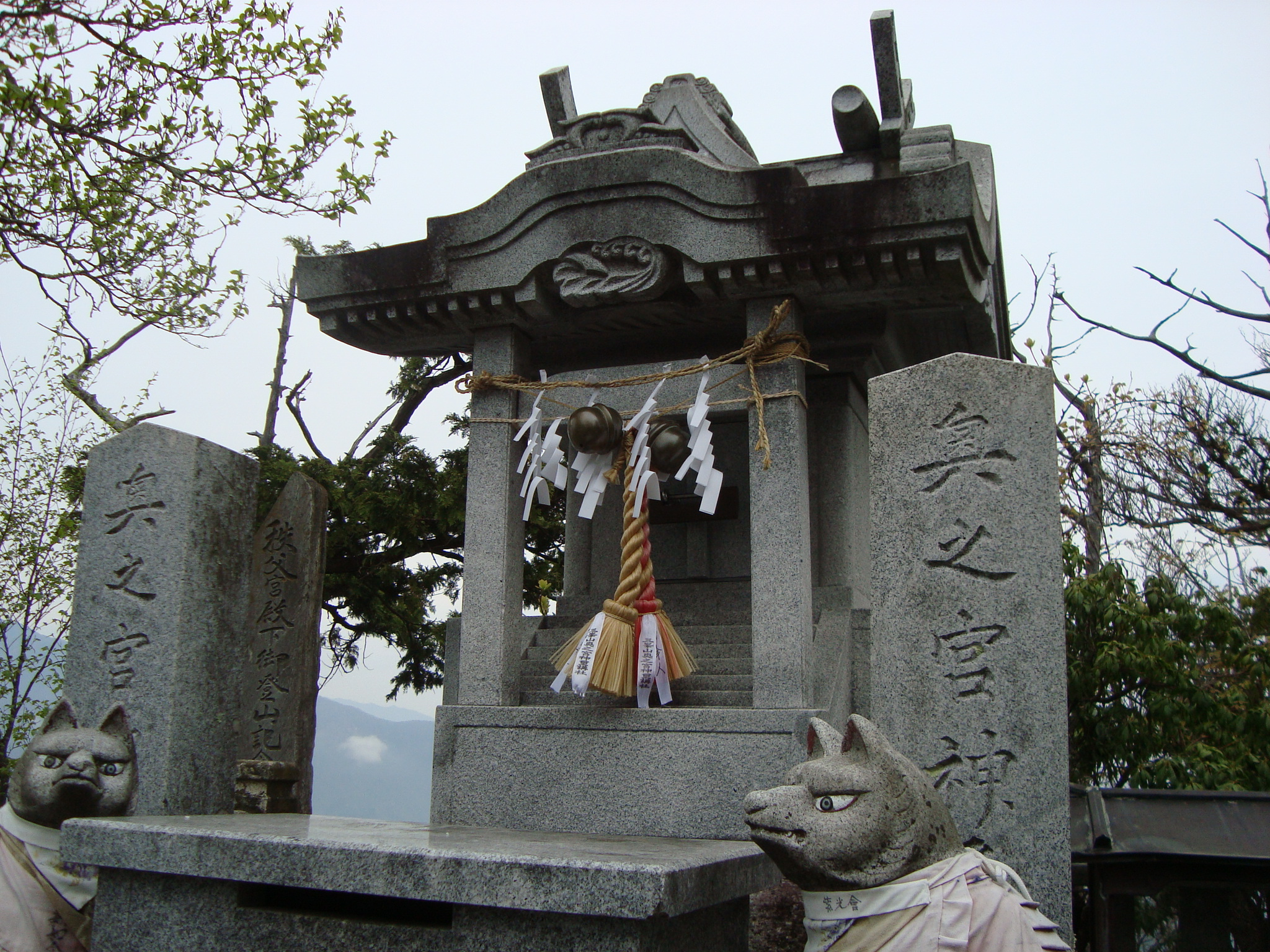
三峯神社（秩父市）奥宮
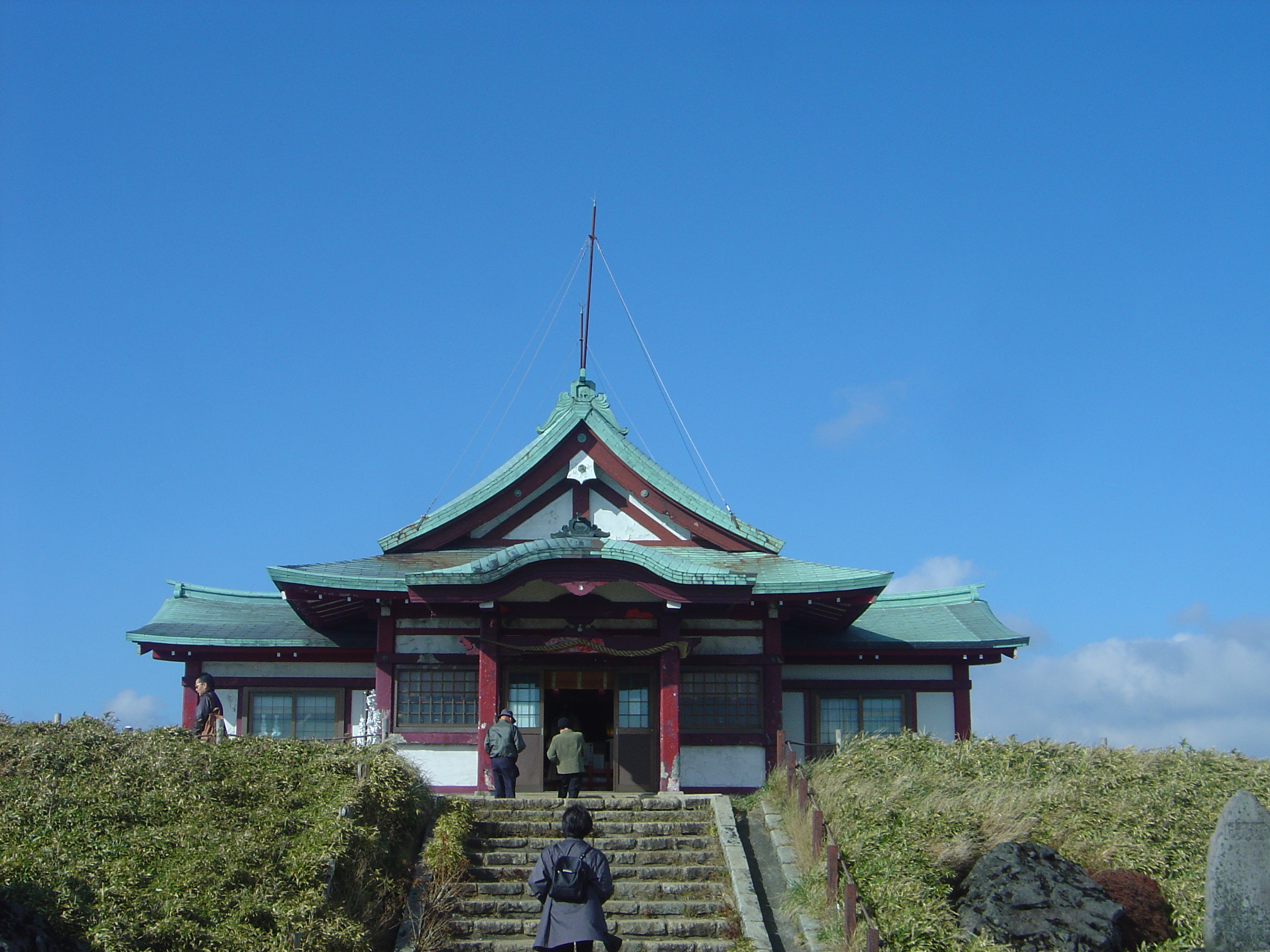
箱根神社奥宮（元宮）
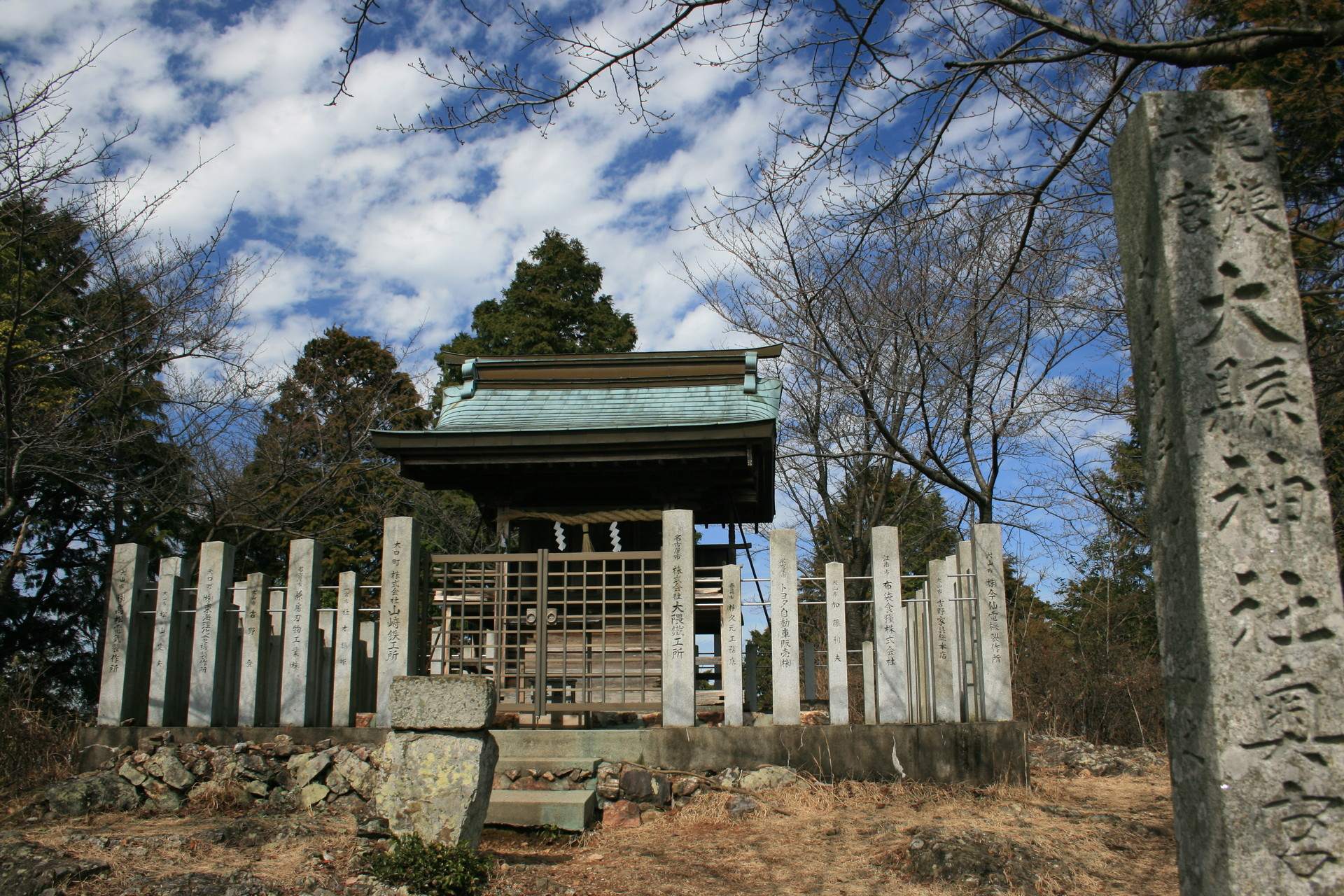
大縣神社奥宮
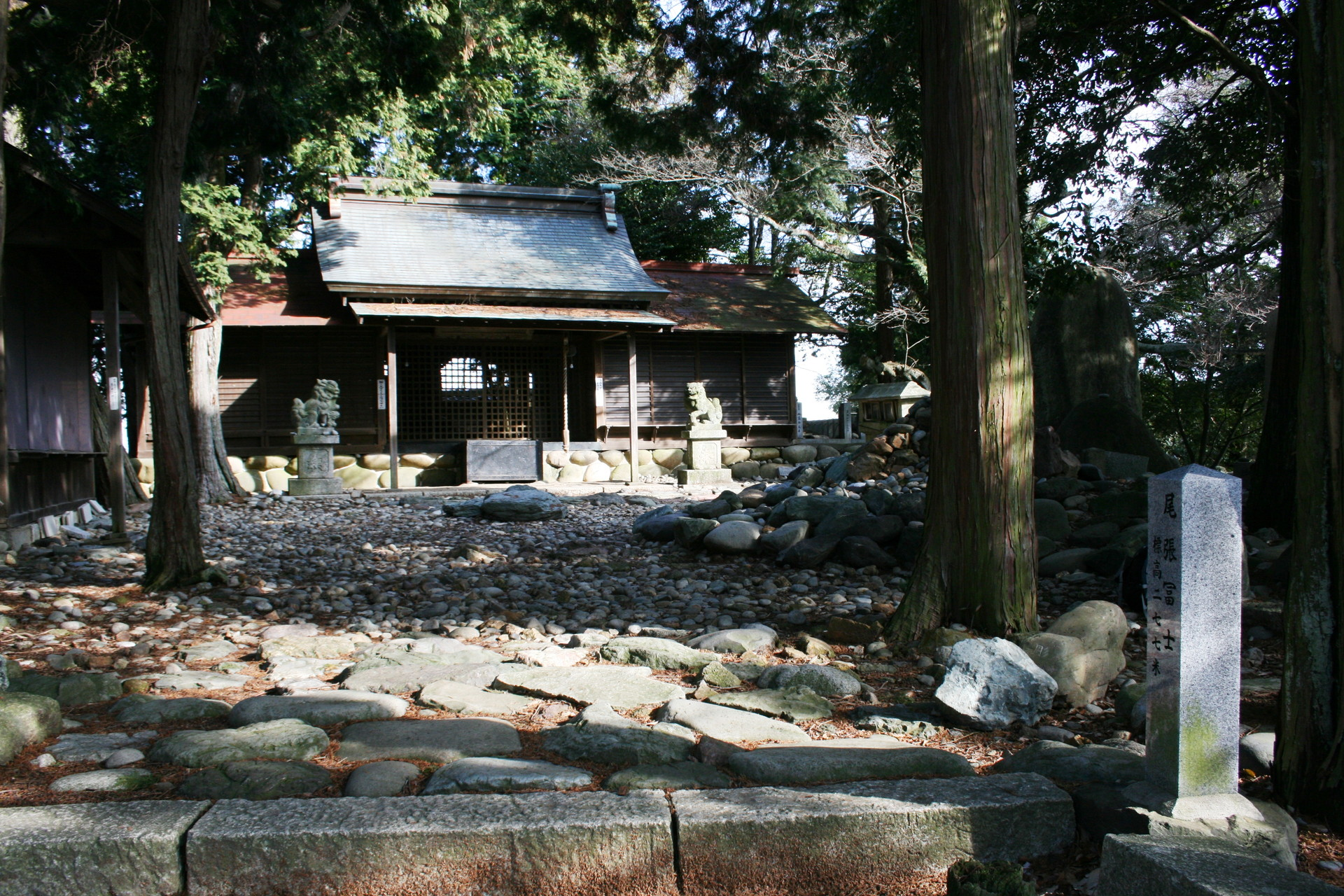
大宮浅間神社奥宮
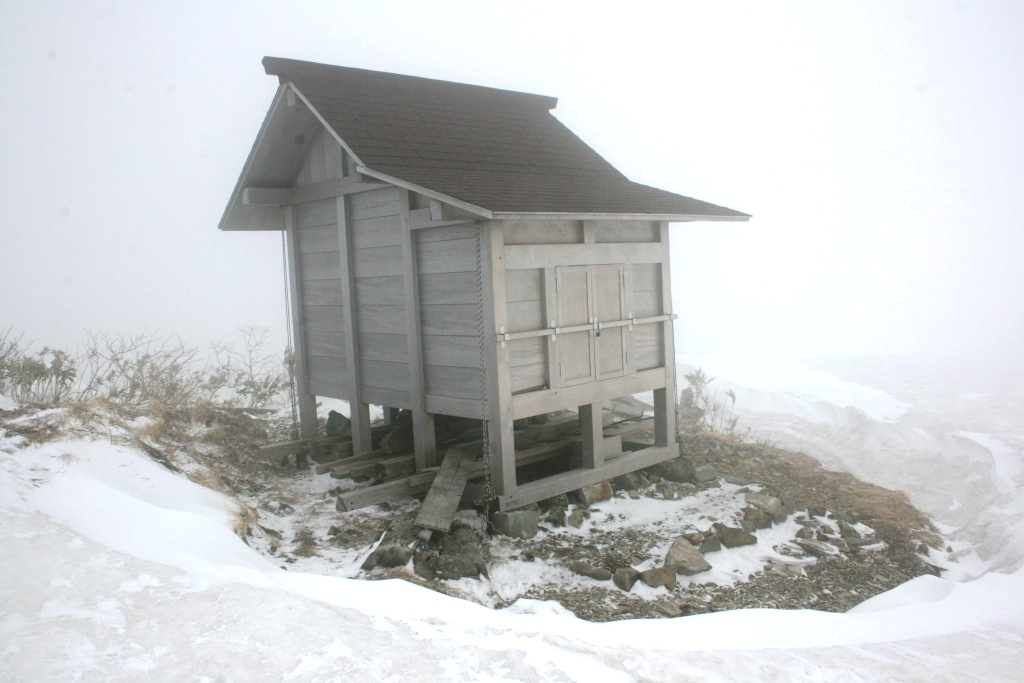
能郷白山神社奥宮
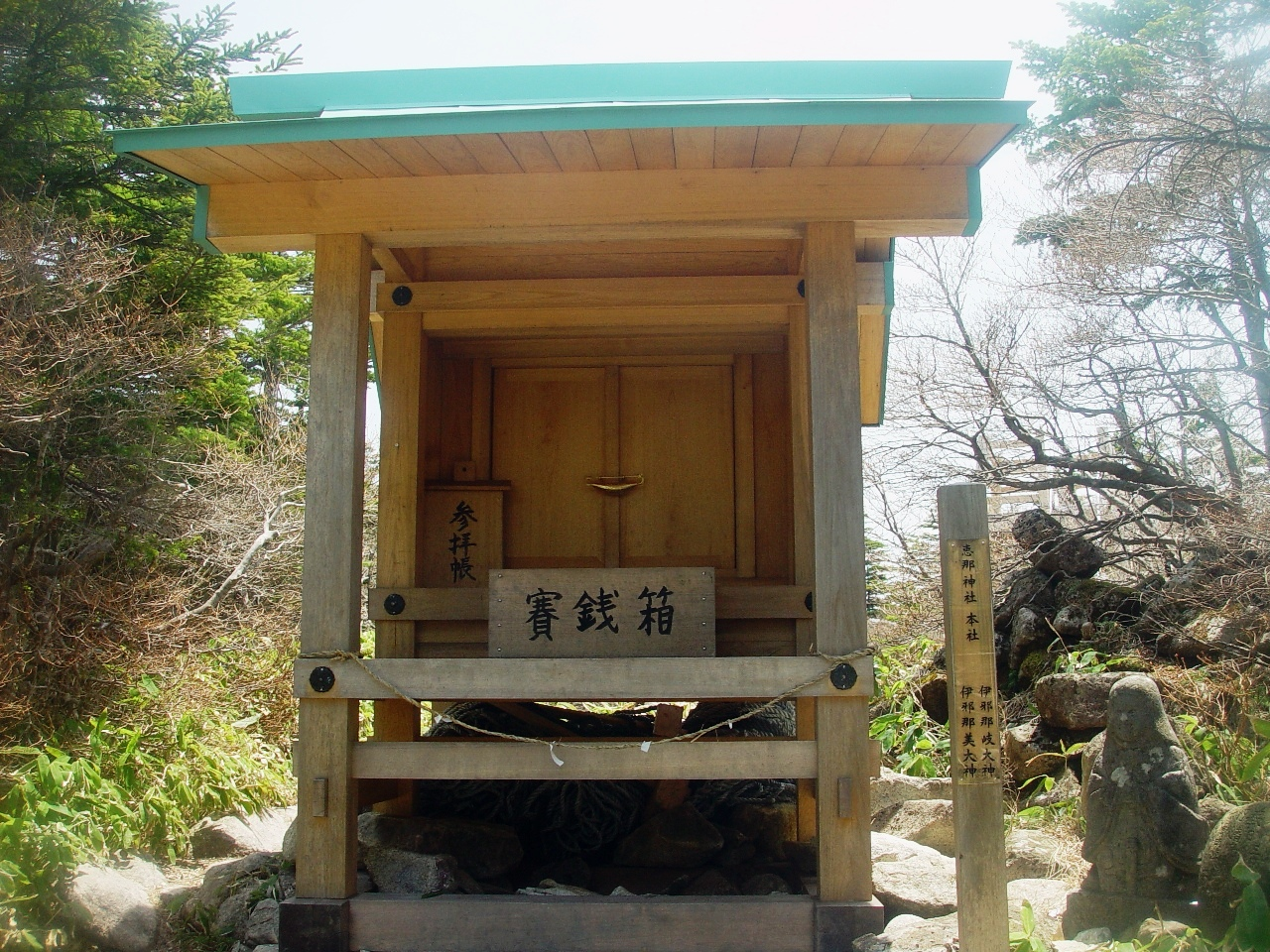
恵那神社奥宮
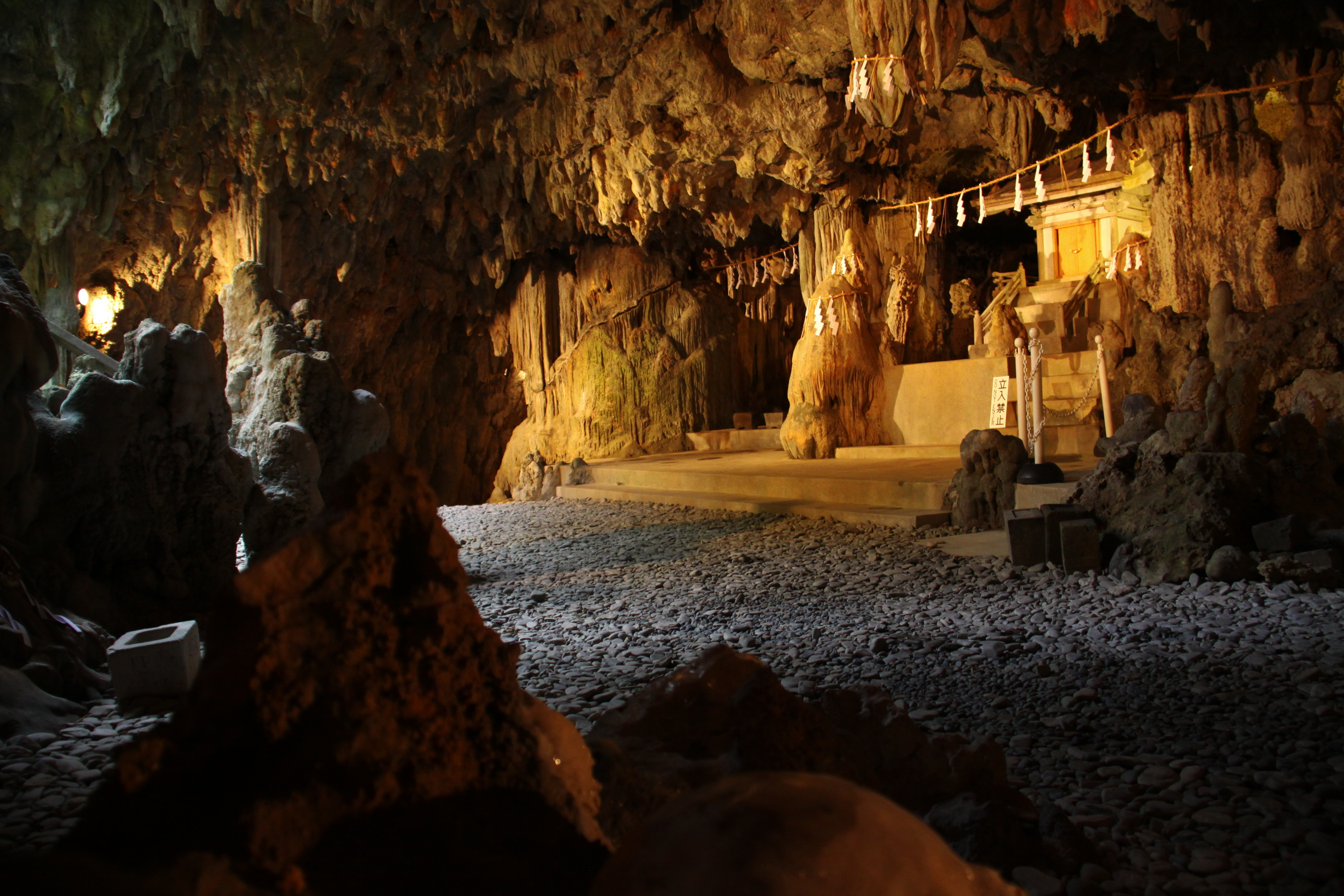
普天満宮奥宮
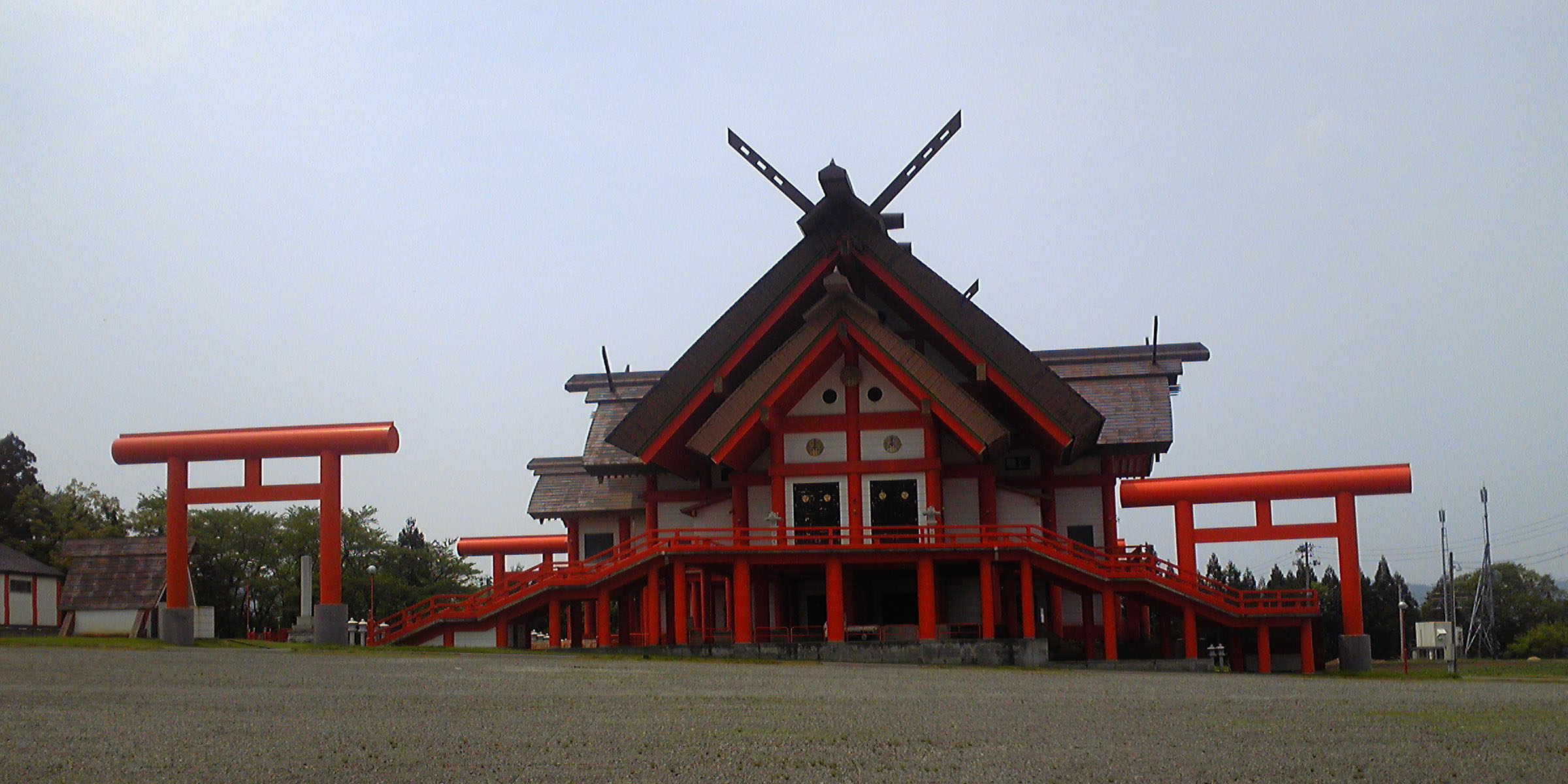
宝徳山稲荷大社奥宮
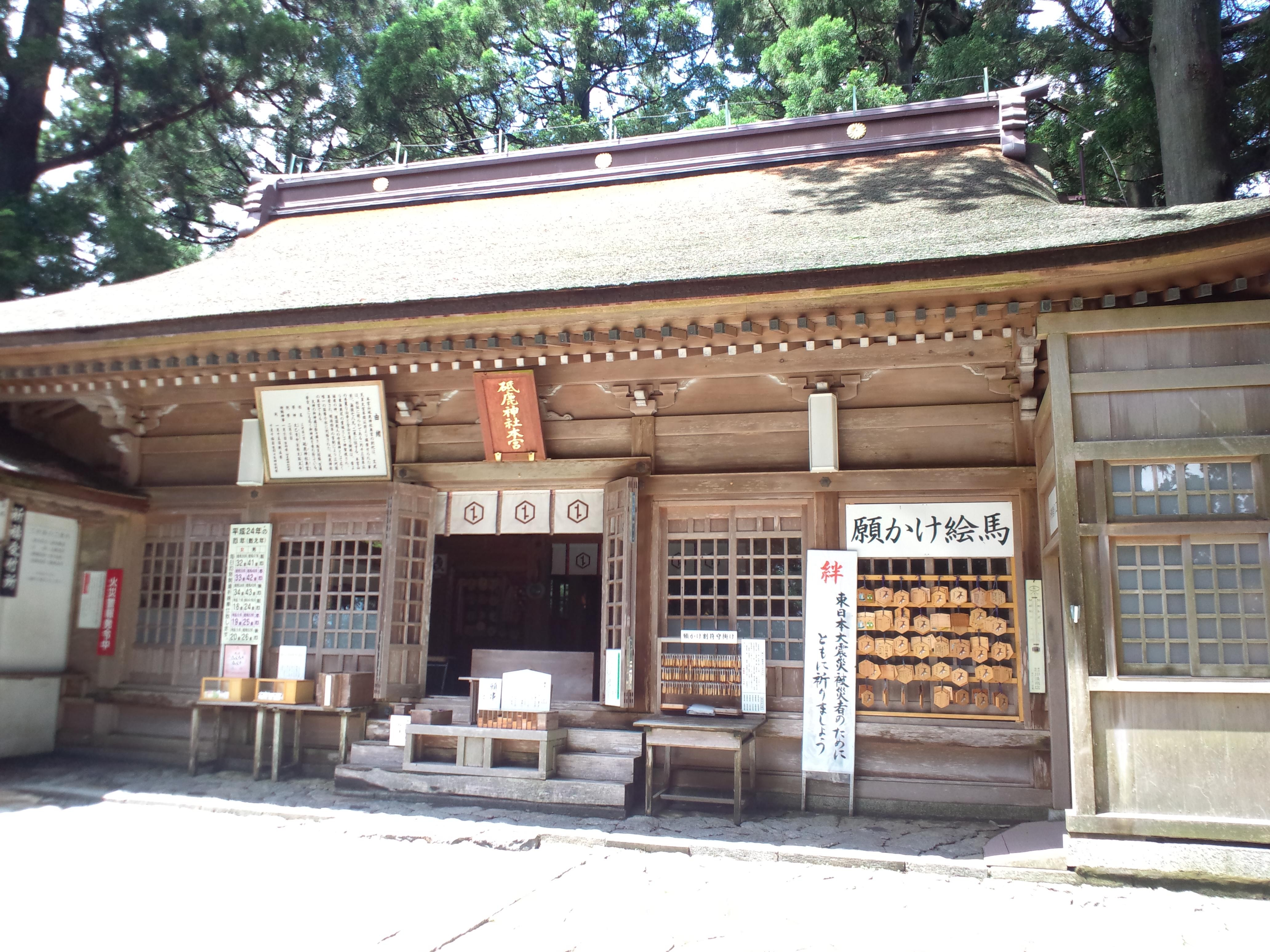
砥鹿神社奥宮
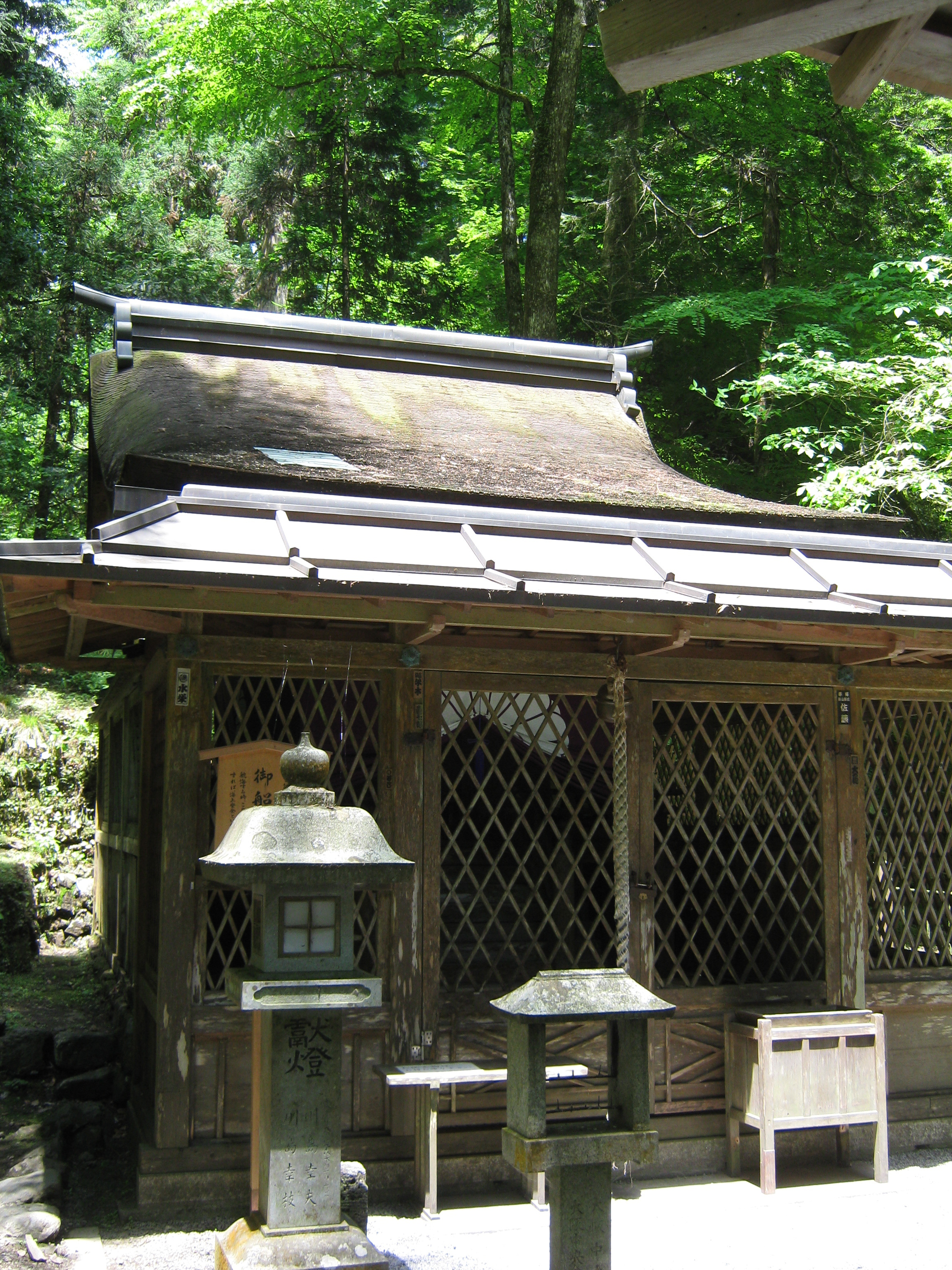
貴船神社奥宮
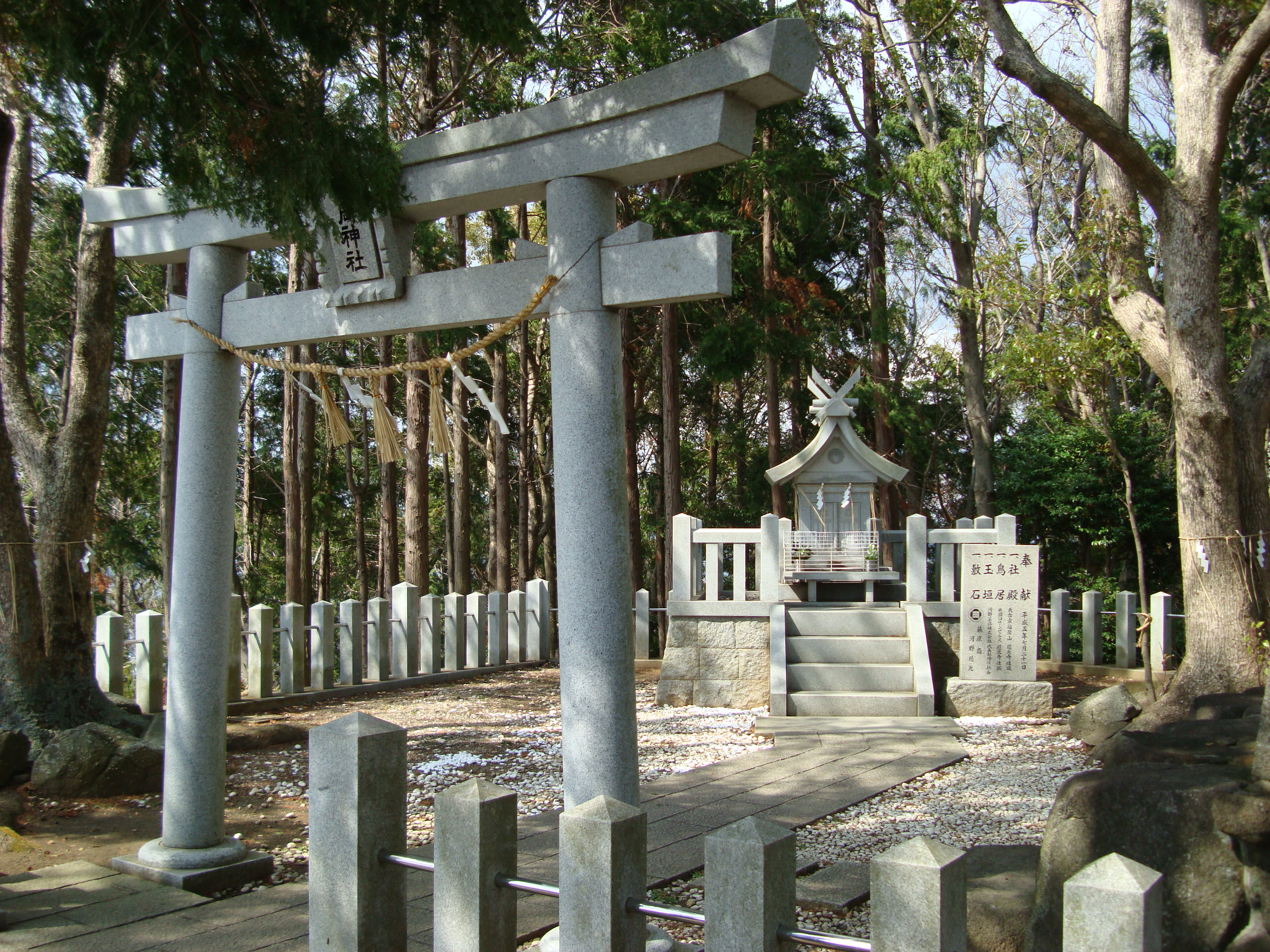
枚岡神社奥宮（本宮）